# Georg Terramare

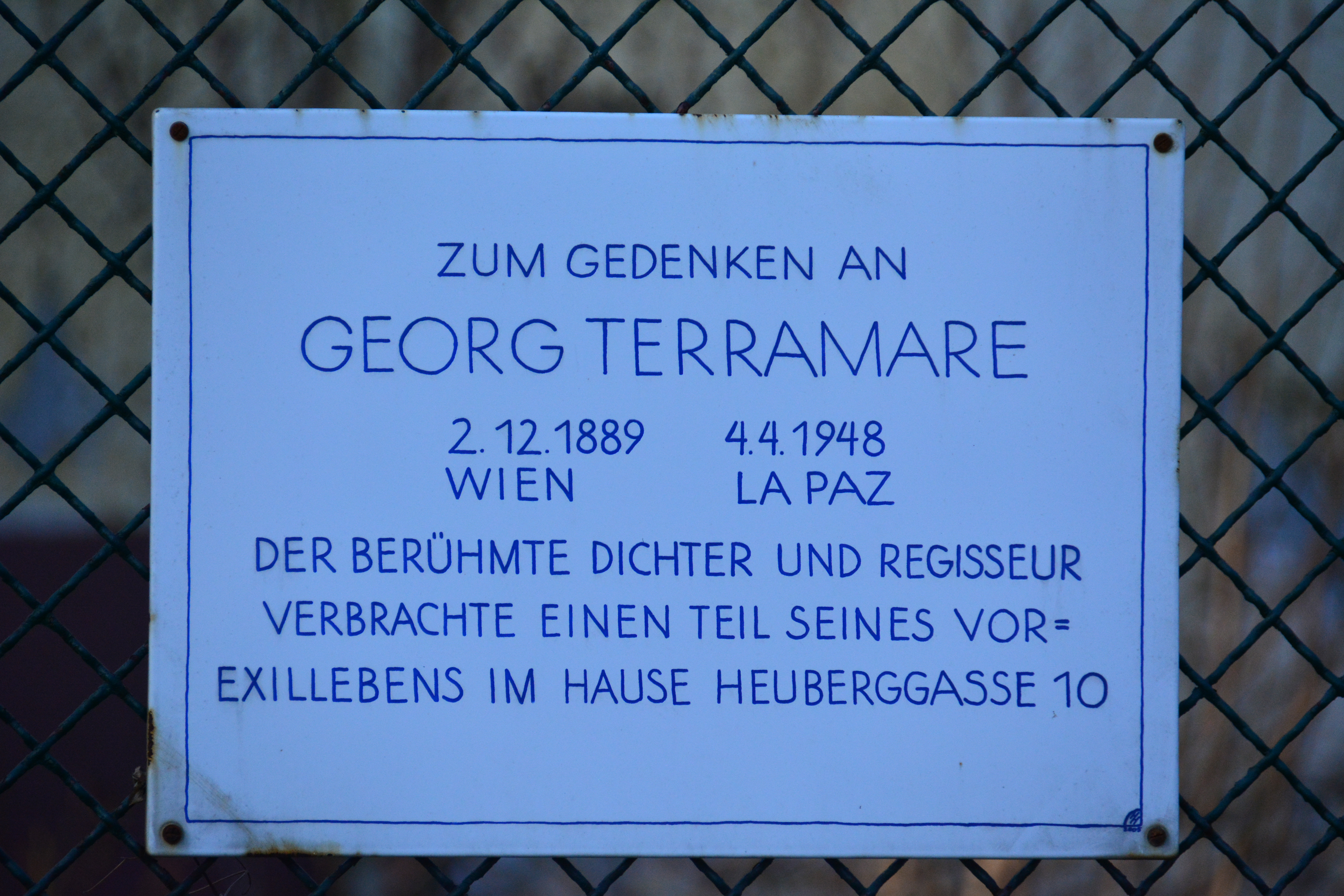
Gedenktafel für Georg Terramare in der Heuberggasse in Wien

Georg Terramare, eigentlich Georg Eisler von Terramare (geboren 2. Dezember 1889 in Wien, Österreich-Ungarn; gestorben 4. April 1948 in La Paz, Bolivien), war ein österreichischer Dramatiker und Regisseur.

## Leben
Der Sohn des Wiener Industriellen und Mitinhabers der k.k. ausschließlich privilegierten Conserven- und Suppenextrakt-Fabrik Ig. Eisler & Comp. zu Inzersdorf, Josef Eisler von Terramare (1855–1913), und der Engländerin Edith, geb. Bles besuchte das Wiener Schottengymnasium. Danach studierte er in Cambridge und Germanistik an der philosophischen Fakultät in Wien, wo er 1913 mit der Dissertation „Andreas Gryphius’ Cardenio und Celinde in der neueren Literatur“ das Doktorat erlangte. Nach dem Adelsaufhebungsgesetz 1919 verlor auch die Familie Eisler von Terramare das Recht zum Gebrauch ihres Titels.
Ab 1922 leitete Georg Eisler-Terramare  die sehr erfolgreiche Laientheatergruppe Wiener Schottenspiele, bevor er als Regisseur in Bern, Hamburg und Troppau wirkte. 1925 erhielt er vom Wiener Magistrat die Bewilligung, den ehemaligen Adelsnamen „Terramare“ als bürgerlichen Namen zu führen. 1939 ging er, aufgrund der Nürnberger Gesetze aus „rassischen“ Gründen verfolgt, mit seiner Frau, der Schauspielerin Erni Terrel, von der Tschechoslowakei über Italien nach Bolivien ins Exil. Dort gründete er im Oktober 1939 die Kleine Casino-Bühne. Sie spielten anfangs wöchentlich in einem Hotel. Ab 1941 entwickelte sich eine engere Zusammenarbeit mit der Federación de Austriacos Libres en Bolivia und als diese 1944 ein eigenes Domizil bezog, bekam auch das Theaterensemble darin eine Spielstätte.
Er wurde vor allem durch seine katholisch geprägten Mysterienspiele bekannt (Ein Spiel vom Tode, dem Antichrist und den letzten Dingen u. a.).
1959 wurde die Terramaregasse in Wien-Liesing nach ihm benannt.
Seine Frau Erni Terrel (* 2. November 1906, † 27. September 1985, geborene Erna Beutel) schloss sich, nach einem Gastspiel bei der F.D.B. (Freie Deutsche Bühne) in Buenos Aires, mit Fritz – den sie später heiratete – und Ernst Kalmar den Kammerspielen in Montevideo an.

## „Wenn du nach Wien kommst“
Wenn du nach Wien kommst

Wenn du nach Wien kommst, wird es Abend sein.

Da leuchten sicher golden die Laternen

In warmen Nebel still hinein

Und unsre Türme schweigen zu den Sternen.

Stell dich zum Fenster, warte auf die Nacht,

Und lausch hinaus. Und schreib mir keinen Brief,

Du kannst es doch nicht sagen,

Wie schön bei Nacht in Wien die Uhren schlagen.

Wenn du nach Wien kommst, wirst du traurig sein.

Da gehen viele müde durch die Gassen

Und fühlen sich vergessen, arm und klein.

Du möchtest alle bei den Händen fassen,

Tús nicht |  Geh schweigend |  Deine Hand ist jung,

Und Leid macht alt. Und schreib mir nicht davon.

Du brauchst mir nichts berichten.

Ich weiß, wie stolz wir arm sind und verzichten.

Wenn du nach Wien kommst, geh du vor die Stadt,

Und frag, wie heuer wohl der Wein gedieh,

Und sieh: die Reben hängen süß und satt

Und durch das Grün klingt alte Melodie.

Sei so wie sie ist: diene deiner Stadt

Und gib und gib |  Und hab nicht Zeit für mich.

Du brauchst miŕs nicht erst künden:

Gott läßt in Leid uns Lied und Heimat finden.

## Werke
- Mutter Maria, 1916.
- Matthias Grandeggers Erlebnis, 1920.
- Ein Spiel von der Geburt des Herrn, den Hirten und den Königen, 1921.
- Ein Spiel vom Tode, dem Antichrist und den letzten Dingen, 1922.
- Ein Spiel vom Tode, 1923.
- Stimmen am Wege. Ein Buch um Franz von Assisi, 1924.
- Die Magd von Domrémy, 1925.
- Irmelin. 3 kleine Legenden, 1925.
- Eginhardt im Märchenland, 1927.
- Ein Spiel von den letzten Dingen, 1927.
- Die Auferweckte, 1932.
- Uns ward ein Kind geboren. Wiener Weihnachtslegenden, 1. Aufl. Ibera Verlag, Wien 1998, ISBN 3-900436-71-1.
- Therese Krones. Schauspiel in 4 Bildern.